# Cryptanthus colnagoi
Cryptanthus colnagoi là một loài thực vật có hoa trong họ Bromeliaceae. Loài này được Rauh & Leme mô tả khoa học đầu tiên năm 1989.